# Roger Hargreaves
Charles Roger Hargreaves (Cleckheaton, 9 maggio 1935 – Guernsey, 11 settembre 1988) è stato uno scrittore e illustratore britannico di libri per bambini.
In particolare è conosciuto per le serie Mr. Men e Little Miss, personaggi molto amati dai giovani lettori. È stato in vita uno degli scrittori della Gran Bretagna con più copie vendute, una stima di 100 milioni.

## Biografia
Hargreaves è nato in un ospedale privato a Cleckheaton, West Yorkshire, in Inghilterra, da Alfred Reginald e Ethel Mary Hargreaves. Ha trascorso un anno di lavoro nella lavanderia di suo padre prima di iniziare le sue imprese nella pubblicità. La sua ambizione iniziale era quella di diventare un fumettista e, nel 1971, mentre stava lavorando come direttore creativo in una ditta di Londra, ha scritto il primo libro di Mr. Men, il Mr. Tickle (tradotto come Signor Solletico). Ebbe inizialmente difficoltà a trovare un editore, ma, una volta fatto, i libri raggiunsero un immediato successo, vendendo oltre un milione di copie nell'arco di tre anni.
Nel 1974 i libri dei Mr. Men hanno dato vita ad una serie televisiva animata della BBC, narrata da Arthur Lowe.
Nel 1981 la serie Little Miss comincia ad apparire. Quest'ultima, inoltre, è stata presentata in una serie televisiva nel 1983, raccontata da John Alderton e da Pauline Collins. Anche se Hargreaves ha scritto molte altre storie per bambini, compresa un'altra serie di venticinque libri Timbuctoo, John Mouse, e i romanzi Roundy and Squary, è meglio conosciuto per i suoi 46 libri di Mr. Men e 33 di Little Miss.
Hargreaves è morto a causa di un infarto l'11 settembre 1988; il figlio Adam ha continuato la scrittura e il disegno dei Mr. Men e di Little Miss. Tuttavia, nel mese di aprile 2004, la moglie Christine ha venduto i diritti delle creazioni del marito per il Gruppo di Intrattenimento del Regno Unito per 28 milioni di sterline.
Sposato con Christine, ebbe quattro figli.